# لازی
لازی (به مجاری:  Lázi) یک شهرداری در مجارستان است که در ناحیه پانون‌هالما واقع شده‌است. لازی ۱۶٫۷۹ کیلومتر مربع مساحت و ۶۱۸ نفر جمعیت دارد.